# كارلو زوتي
كارلو زوتي (بالإيطالية: Carlo Zotti)‏ (3 سبتمبر 1982 إيطاليا - ) هو لاعب كرة قدم إيطالي، يلعب كحارس مرمى.

## روابط خارجية
- كارلو زوتي على موقع الاتحاد الأوربي (الإنجليزية)
- كارلو زوتي على موقع قاعدة بيانات كرة القدم.إي يو (الإنجليزية)
- كارلو زوتي على موقع Soccerway.com (الإنجليزية)
- كارلو زوتي على موقع عالم كرة القدم.نت (الإنجليزية)